# Chartrettes
Chartrettes ist eine französische Gemeinde mit 2.593 Einwohnern (Stand: 1. Januar 2022) im Département Seine-et-Marne in der Region Île-de-France. Sie gehört zum Arrondissement Fontainebleau und ist Teil des Kantons Nangis (bis 2015: Kanton Le Châtelet-en-Brie). Chartrettes ist Mitglied der Communauté d’agglomération du Pays de Fontainebleau.
Die Einwohner nennen sich Chartrettois.

## Geographie
Chartrettes liegt an der Seine auf der gegenüberliegenden Seite zum Wald von Fontainebleau.

### Nachbargemeinden
Umgeben ist Chartrettes von den Gemeinden Vaux-le-Pénil im Norden, Sivry-Courtry im Nordosten, Fontaine-le-Port im Osten, Bois-le-Roi im Süden, La Rochette im Westen und Nordwesten sowie Livry-sur-Seine im Nordwesten.

## Bevölkerungsentwicklung
| Jahr      | 1962 | 1968 | 1975 | 1982 | 1990 | 1999 | 2006 | 2012 |
| Einwohner | 1065 | 1115 | 1135 | 1561 | 2114 | 2391 | 2514 | 2588 |

## Sehenswürdigkeiten
- Kirche Saint-Corneille, Monument historique

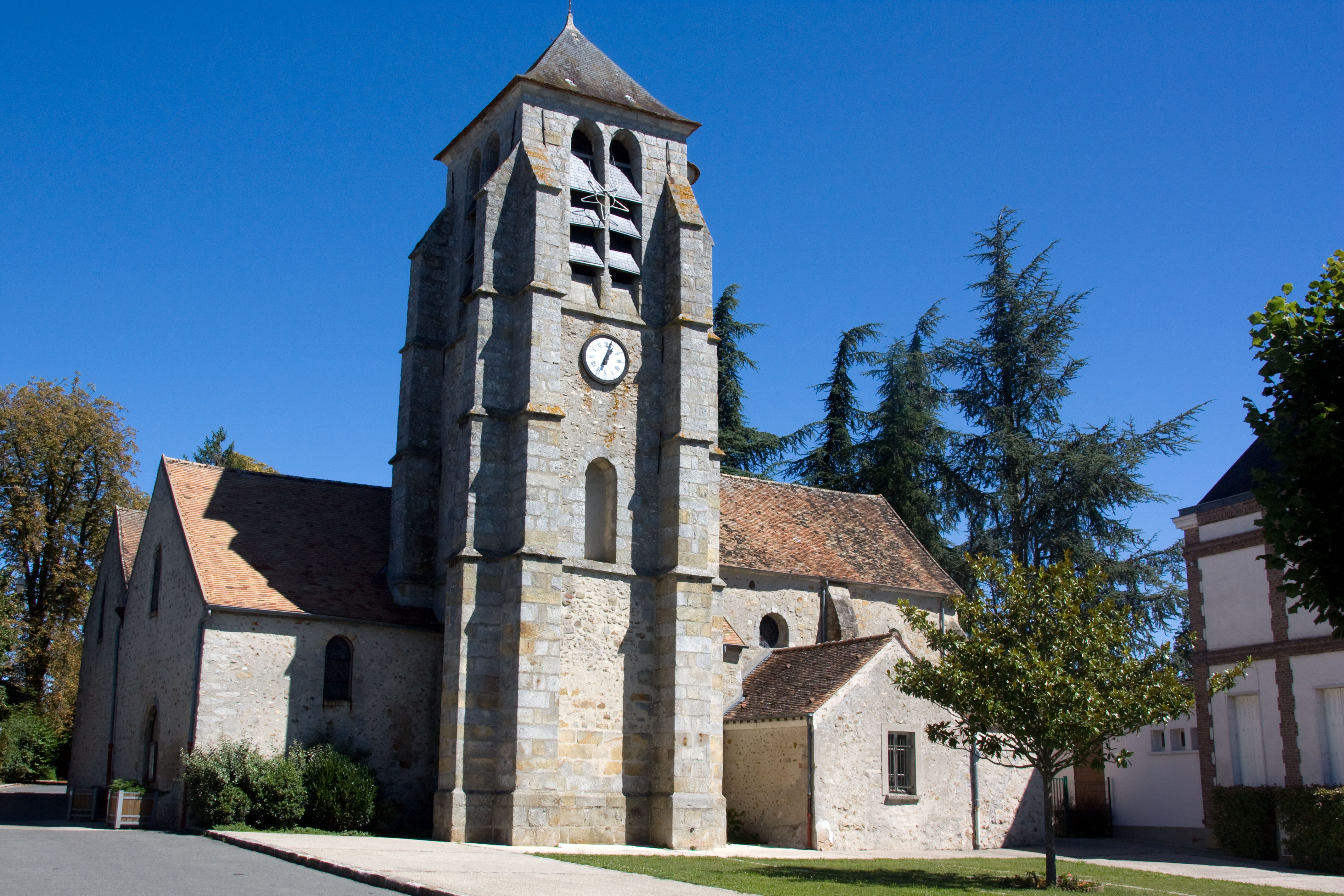
Kirche Saint-Corneille

- Schloss Rouillon, erbaut 1595
- Rathaus, erbaut von 1911 bis 1913

## Persönlichkeiten
- François-Joseph Chaussegros de Léry (1754–1824), General
- Paul Émile Berton (1846–1909), Landschaftsmaler